# Amt Theres
Das Amt Theres war der weltliche Herrschaftsbezirk des Klosters Theres unter der Landesherrschaft des Hochstifts Bamberg und später Würzburgs.

## Geschichte
Am 1. Juni 1010 schenkte Kaiser Heinrich II. sein Gut Theres mit umfangreichem Zubehör dem Hochstift Bamberg.
Mit der Gründung des Klosters Theres um 1045 durch den zweiten Bischof von Bamberg, Suidger, wurde es der Kern der Besitzungen des Klosters. In der Folge kamen weitere Schenkungen dazu.
Das Kloster Theres war faktisch Eigenkloster des Hochstifts Bamberg. Die Vogtei lag seit der Gründung beim Hochstift. 1123 war Rapoto von Abenberg als erster Klostervogt namentlich bekannt. Die Vogtei wurde von Bamberg ab 1189 mehrmals verpfändet. 1370 verpfändete Bamberg die Vogtei über Obertheres, Horhausen, Buch, Wagenhausen, Sailershausen und Eylershausen für 900 Gulden an den Abt von Theres. Damit hatte das Kloster die Möglichkeit, sich von Bamberg zu lösen. Auch wenn dieses Pfand nie eingelöst wurde, verstand sich Bamberg weiter als Landesherr.
Im Dreißigjährigen Krieg war das Amt 1631 bis 1634 unter schwedischer bzw. sachsen-weimarischer Regierung. Organisatorisch war das Hochstift in Hauptmannschaften eingeteilt. Die Hauptmannschaft Mainberg bestand aus den Ämtern Mainberg, Haßfurt, Ebenhausen und Werneck, der Vogtei Bodenlauben und dem Amt Theres.
Kirchlich unterstand das Kloster Theres dem Bistum Würzburg. Auch in weltlicher Hinsicht lehnte man sich zunehmend an Würzburg an um die Unabhängigkeit von Bamberg zu erreichen. Am 5. August 1560 bestätigte das Reichskammergericht die Bamberger Ansprüche. Die Konflikte bestanden aber weiter: 1607 erwirkte Bamberg einen Reichskammergerichtsbeschuss gegen die Verhaftung des Klosterrichters durch den würzburgischen Centgrafen in Haßfurt und später gegen die Absetzung des Abtes Valentin Alberti durch Würzburg. Ein Rezess von 1659 stellte den Status quo zunächst wieder her. In einem weiteren Rezess von 1685, in dem eine Vielzahl von Konflikten zwischen Bamberg und Würzburg bereinigt wurden, verzichtete Bamberg auf alle seine Rechte zu Gunsten von Würzburg.
Die wirtschaftliche Bedeutung des Amtes für das Hochstift Bamberg war gering und wurde daher als Amt I. Klasse (von 5) geführt. Die Steuererträge des Steueramtes betrugen im Durchschnitt in der Amtszeit von Peter Philipp von Dernbach (1672–1683) 1050 und in der Amtszeit von Marquard Sebastian Schenk von Stauffenberg (1683–1693) 384 fränkische Gulden pro Jahr.

## Hohe Gerichtsbarkeit
Das Kloster nahm auch die Hohe Gerichtsbarkeit für seinen Besitz in Anspruch. Zumindest für Obertheres, Buch und Sailershausen ist dieses Hochgericht belegt. 1605 bestätigte Kaiser Rudolf II. diesen Anspruch des Klosters. Ende des 16. Jahrhunderts endete dieses Hochgericht und die Aufgaben gingen an die würzburgische Cent Haßfurt über.

## Auflösung
Am 22. November 1802 veröffentlichte Pfalz-Bayern das Besitzergreifungspatent für das Kloster und nahm das Amt am 11. Dezember 1802 in Besitz. Das zu diesem Anlass erstellte Klosterinventar nennt folgende Orte (Untertanen): Buch (30), Dampfach (4), Hellingen (1), Horhausen (16), Junkersdorf (12), Kleinmünster (3), Mechenried (2), Obertheres (53), Römershofen (12), Sailershausen (20), Uchenhofen (22), Unfinden (3), Untertheres (65), Wagenhausen (6), Westheim (1) und Wülflingen. Das Amt wurde aufgelöst und der Bereich dem neu eingerichteten Landgericht Haßfurt nachgeordnet.